# Новиков, Валерий Константинович
Валерий Константинович Новиков (28 мая 1939, Москва — 14 июня 2012) — советский и российский авиаконструктор.

## Биография
Окончил МАИ (1962, факультет самолётостроения).
В 1961—1979 работал в НПО «Энергия»: техник, инженер, старший инженер, начальник группы, начальник сектора. Специализация — системы жизнеобеспечения космических аппаратов. Участвовал в разработке и испытаниях космических аппаратов «Восход», «Союз», «Салют», «Мир», в программе «Союз-Аполлон».
С 1979 года работал на ЭМЗ им. В. М. Мясищева:
- 1979—1986 заместитель главного конструктора по космической тематике,
- 1986—1992 главный конструктор, ответственный руководитель ЭМЗ,
- 1992—2006 — руководитель, генеральный конструктор ЭМЗ,
- с 2008 — советник генерального директора ЭМЗ.

Был третьим руководителем ЭМЗ — после В. М. Мясищева (1966—1978) и В. А. Федотова (1979—1986).
Конструктор самолёта М-17 «Стратосфера». Руководил разработкой кабины, систем жизнеобеспечения, терморегулирования, аварийного спасения экипажа космического корабля «Буран», лётными испытаниями прототипа «Бурана» в самолётном режиме (горизонтальные лётные испытания).
Разработаны и построены высотный самолёт М-55 «Геофизика» (1988) и самолёт бизнес-класса М-101Т «Гжель» (1995), прошедший сертификационные испытания (2002). На высотном самолёте М-17 «Стратосфера» установлено 25 мировых рекордов, на самолёте М-55 «Геофизика» −16 мировых рекордов. По заказу МЧС России разработан контейнер для безопасного десантирования 5 спасателей «Ганимед».
Валерий Константинович Новиков умер 14 июня 2012 года после продолжительной болезни. Он похоронен на Николо-Архангельском кладбище.

## Награды
- ордена «За заслуги перед Отечеством» IV степени (27.12.1999)[3] и Дружбы народов (29.12.1992)[4].
- почётное звание «Почётный авиастроитель СССР».
- медали «За трудовое отличие», «Ветеран труда», «850-летие Москвы».